# Шаитлинский сельсовет
Шаитлинский сельсовет — административно-территориальная единица и муниципальное образование со статусом сельского поселения в Цунтинском районе Дагестана Российской Федерации.
Административный центр — село Гениятль.

## Население
| 2002  | 2010  | 2012  | 2013  | 2014  | 2015  | 2016  |
| ----- | ----- | ----- | ----- | ----- | ----- | ----- |
| 1039  | ↗1513 | ↗1535 | ↗1542 | ↗1552 | ↗1579 | ↗1609 |
| 2017  | 2018  | 2019  | 2020  | 2021  | 2023  | 2024  |
| ↗1617 | ↗1655 | ↗1660 | ↗1678 | ↘1380 | ↗1403 | ↗1405 |

## Состав
| № | Населённый пункт | Тип населённого пункта       | Население |
| - | ---------------- | ---------------------------- | --------- |
| 1 | Гениятль         | село, административный центр | ↘130      |
| 2 | Китури           | село                         | ↘604      |
| 3 | Шаитли           | село                         | ↘646      |